# Baladre
|  | Per a altres significats, vegeu «Baladre (desambiguació)». |

El  baladre, oleandre o roser reial (Nerium oleander), és una espècie de planta amb flors, l'únic representant del gènere Nerium, dins la família de les apocinàcies nativa de la zona compresa entre la Mediterrània i Myanmar. És un arbust perennifoli que s'utilitza com a planta ornamental tot i ser verinós.
Addicionalment pot rebre els noms d'adelfa, baladrera, baladres, ballestera, diva, fals roser, glòria rosa, llorer bord, llorer reial, llorer rosa, peu de llop, rosa reial, roser llorer, rosers, senet, sividilla i veratre. També s'han recollit les variants lingüístiques adelfo, albaladre, balandre, biladre, bira, biva, llorer ral, llorer real, roser-llorer i sanet.

## Etimologia i història
La denominació Nerium prové del grec, Nereus, qui simbolitzava el déu grec de la mar i pare de les Nereides, en al·lusió a com és de comú trobar aquest arbust a les zones prop de la costa. El terme Oleander, indica la semblança de les seves fulles amb les de l'olivera. Al llibre original de Dioscòrides, es fa menció a la seva alta toxicitat de la següent manera: "...les cabres i les ovelles primes, bevent tan sols l'aigua de la infusió, moren..."
De la mateixa manera, el pensador Libanius (314-400 dC) feia menció de la mort d'una persona per haver inhalat durant tota una nit l'aroma tòxica d'un baladre posat a un cossiol del dormidor.

## Morfologia
És un arbust alt, que sol assolir entre 3 i 4 m d'altura, de tija llenyosa amb escorça llisa de color entre marró i gris. Presenta moltes branques, des de la mateixa base del tronc, gruixudes, rectes i flexibles que treuen un làtex tòxic en trencar-se.
Les fulles són simples, oposades o, més habitualment, verticil·lades de 3 en 3, estretament el·líptiques, peciolades. Fan entre 5 i 21 cm de llarg i entre 1 i 4 ;cm d'ample; són llargament linear lanceolades, glabres (sense pèls) i amb el pecíol curt (de 5 a 10 mm). El limbe és de color verd intens, presenta una textura coriàcia (semblant al cuir), és enter, presenta un nervi central molt marcat i de color blanquinós o groguenc, amb nervacions secundàries pinnades, molt nombroses i denses.
Les flors són hermafrodites, es presenten en corimbe terminal. Són suaument fragants i de color rosa intens o, amb menys freqüència, blanc. La inflorescència en cim corimbiforme, pauciflora, terminal. El calze és glandulós i està dividit en tres sèpals. La corol·la és infundibuliforme, tot presentant cinc lòbuls estrellats amb un apèndix de 3-4 dents curtes; s'obren de juny a setembre(estiu). La pol·linització és entomòfila (per mitjà dels insectes).

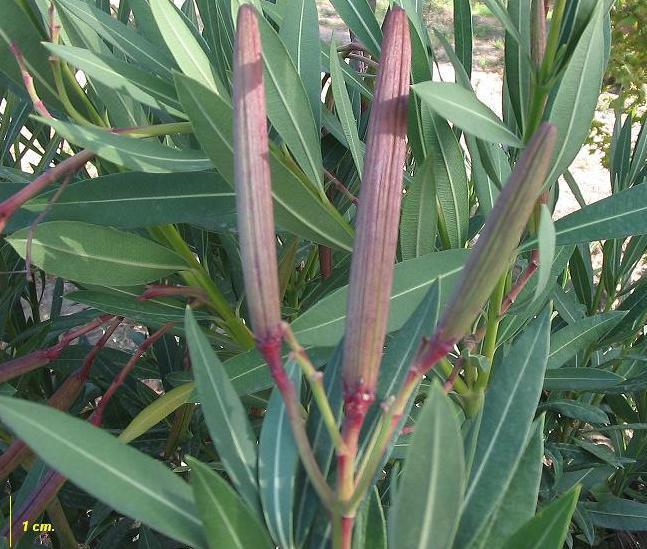
Fruit de baladre

Fruit sec de parets coriàcies marrons i erecte. Constituït per dos fol·licles que romanen units fins a la dehiscència. És llenyós, cilíndric i mesura de 8 a 16 cm de llarg. S'obre per la meitat en arribar a la maduresa, produeix una mitjana de 180 llavors que són allargades, oblongues(més llargues d'un cantó que l'altre), i no presenten solc longitudinal. Tenen un plomall de pèls a l'extrem que s'entrellaça helicoidalment amb el dels altres estams; la disseminació és anemòfila (per mitjà del vent).

## Distribució i ecologia

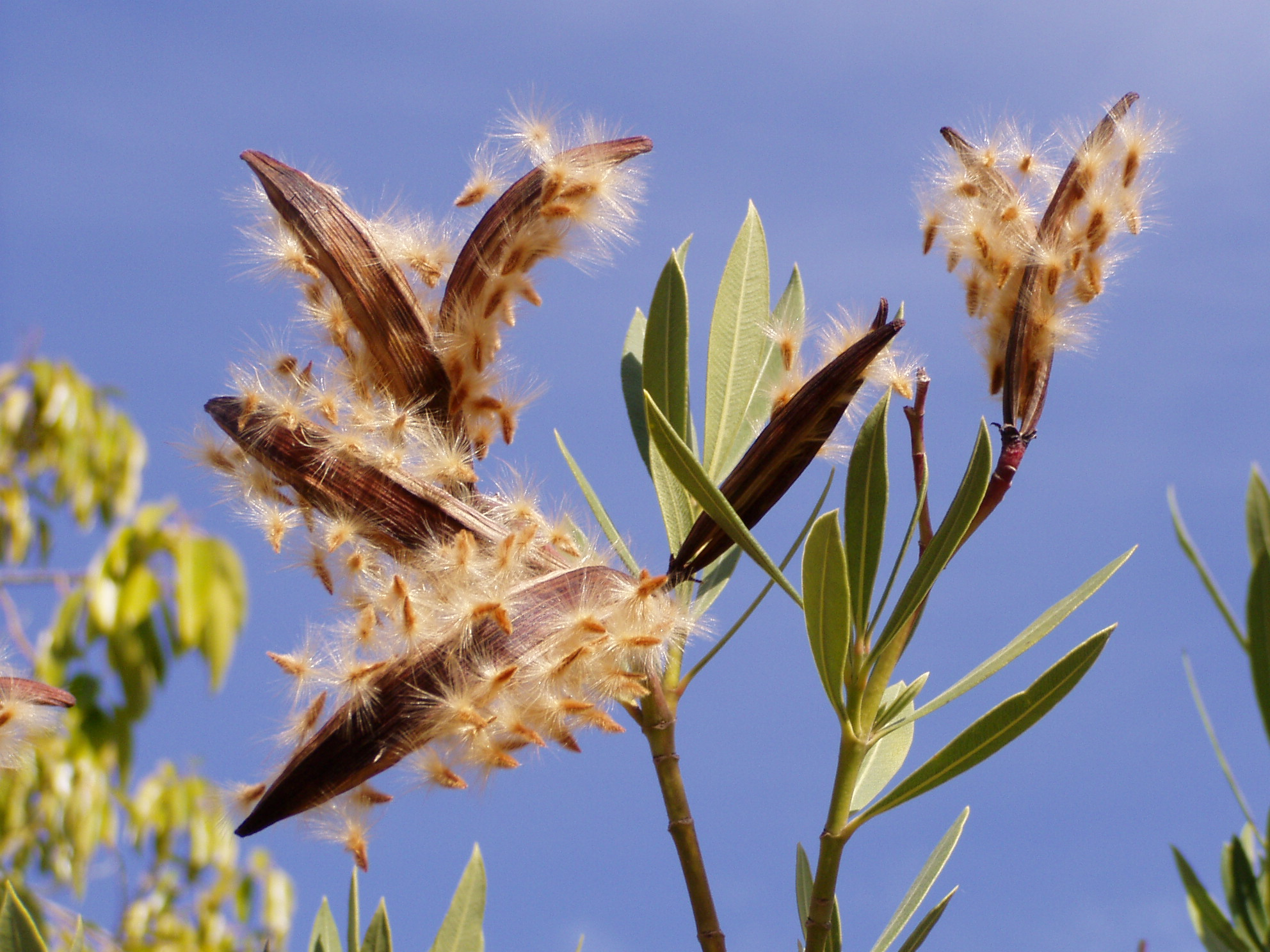
Llavors disseminades

Creix en tota mena de sòls, pot conrear-se tant en test com directament en el sòl, des del nivell del mar fins als 1200 m. d'altura, prefereix la proximitat d'un curs d'aigua i suporta l'aridesa del terreny gràcies a les seves potents arrels que arriben a la humitat freàtica. Tot i que és originari de la regió mediterrània i de l'Àsia temperada (Península aràbiga, oest asiàtic i la Xina), el podem trobar com a planta ornamental a gran part del món (Indoxina, nord d'Àfrica, i regions subtropicals d'Amèrica), si bé presenta una toxicitat considerable. De manera artificial, es planta a jardins i parcs de viles i ciutats. És usual veure baladres a les voreres de les autopistes de tot Europa, perquè resisteixen molt bé la contaminació i el fred. De tota manera, al País Valencià, a la part meridional de Catalunya i a Eivissa creix de forma espontània als codolars de les rambles, tot formant part de la comunitat ripària, manifestament arbustiva. El baladre, com a comunitat permanent, s'instal·la a les rambles mediterrànies, també com a tanques altes, estructures vegetals sòlides que serveixen per delimitar i aïllar una propietat i molt sovint la seva funció consisteix a no deixar veure el que hi ha al darrere llocs. Habita les rieres i rambles, llocs eixuts durant una gran part de l'any però amb humitat al subsòl i inundats en moments determinats, sobretot en l'època de pluges.

## Plagues i malalties
Les plagues més freqüents del baladre són els pugons, les cotxinilles o l'aranya vermella.
- Els pugons apareixen amb l'arribada del bon temps i se situen en les puntes dels brots nous i tendres. Han de ser controlades ràpidament ja que posseeixen una capacitat d'infecció molt alta. La solució és efectuar aplicacions amb insecticides sistèmics.

- Les cotxinilles són més problemàtiques per al seu control perquè posseeixen la defensa de la seva cuirassa. Se situen a les tiges i fins i tot sobre el nervi central de les fulles. Els tractaments amb insecticides sistèmics i fins i tot amb insecticides a base d'oli d'estiu són fonamentals.

- Els àcars concentren els seus atacs en els mesos més càlids i secs de l'any. Cal controlar-los amb acaricides, procurant mullar molt bé el revés de les fulles ja que és aquí precisament on se situen.

Quant a malalties, excepte en els vivers que les conreen, no solen presentar-se. Una de les més comunes és la bacteriosis Pseudomonas syringae, malaltia que comparteix amb l'olivera i que provoca una espècie de tumors i deformacions per tota la planta. Es transmet per mediació de les eines de poda.

## Farmacologia

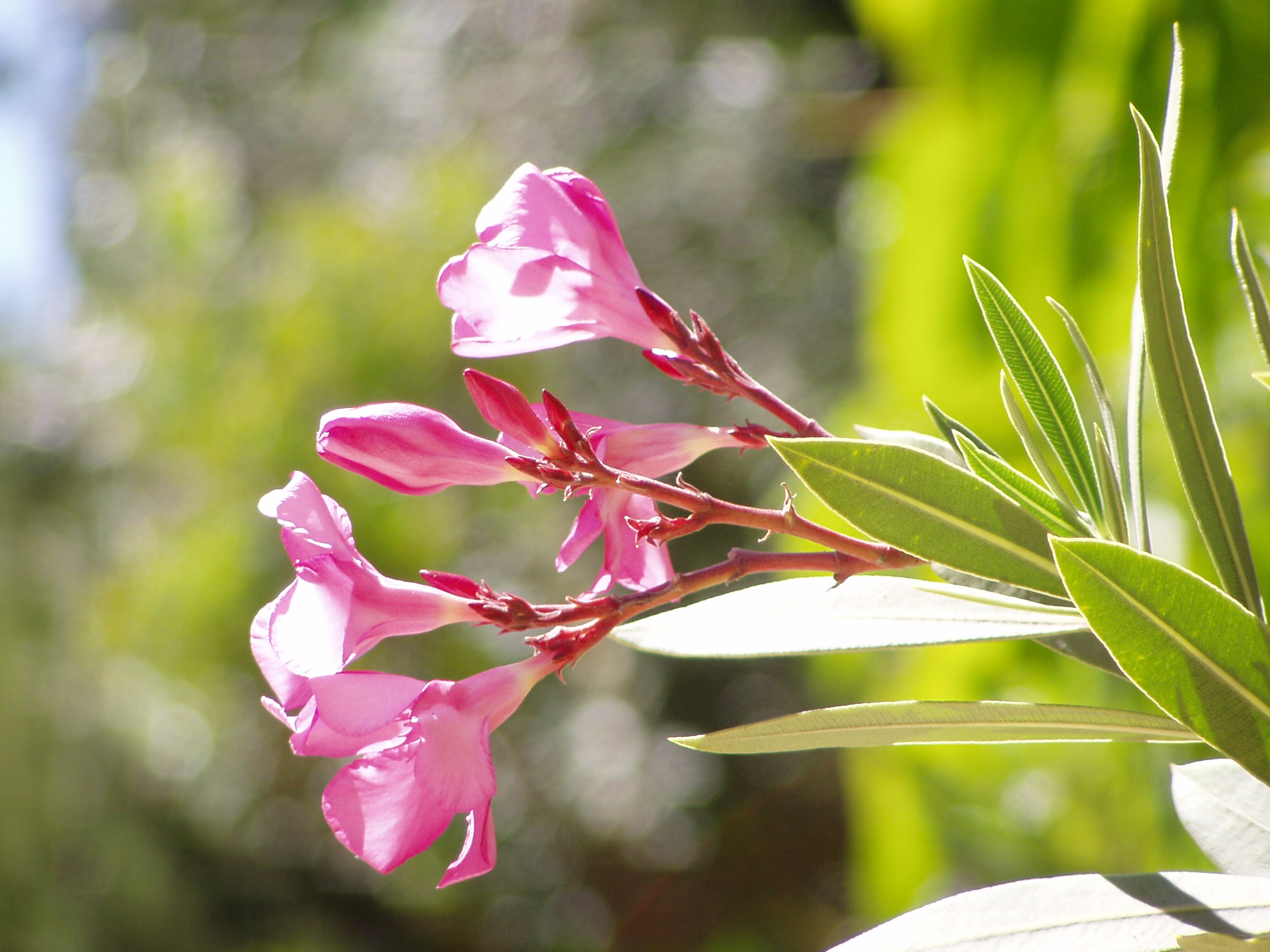
Flors de baladre

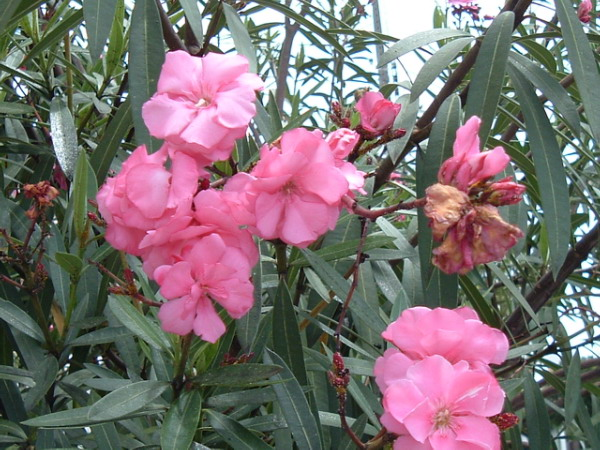
Flors dobles d'una varietat cultivada

### Composició química
- Heteròsids cardiotònics(0,50-1%): Oleandrina, la qual s'hidrolitza a oleandrosa i oleandrogenina; glucosiloleandrina, gentiobiosil-oleandrina, estrofantina, neriantina, adinerina, folinerina, odorinas-A-H, nericina, neridigina, nerilatina, 3-HO- cardatetraenòlid...
- Flavonoides: Rutina, nicotiflorina(derivat del kaempferol)...
- Altres: Àcid ursòlic, àcid clorogènic, resina, umbeliferona(oli essencial), heteròssids cianogenètics, polissacàrids (àcid galacturònic, ramnosa, arabinosa i galactosa) i tanins.

### Accions farmacològiques
Fins al moment, no existeixen indicacions d'ús medicinal per via oral, tret d'indicacions precises a nivell cardiovascular. Les aplicacions tòpiques en casos d'infeccions dermatològiques com així també algunes proves a l'àrea immuno-oncològica, obren noves perspectives d'ús per a aquesta espècie.
- Activitat Cardiovascular: Els heteròssids cardiotònics, li confereixen una acció de tipus digital, actuant a través de mecanismes similars a aquesta planta. Dins l'activitat cardiotònica, el baladre proporcionaria una acció més ràpida que la digital (Digitalis purpurea), però de menys intensitat
- Immunitat - Oncologia experimental: L'extracte aquós de baladre, és utilitzat a Turquia per al tractament d'alguns tipus de tumor, ja que la fracció polisacàrida de l'extracte presenta acció immunoestimulant. S'ha demostrat in vitro un increment significatiu de l'activitat fagocitària i un poder necrogen a les cèl·lules tumorals cultivades. En qualsevol cas, els tests in vivo damunt l'aplicació d'aquests polisacàrids, no van mostrar resultats positius.
- Activitat damunt el S.N.C: A nivell de diferents fraccions de l'extracte metanòlic de baladre, van evidenciar una activitat depressora, després d'haver estat administrat a rates. Les fraccions B-1 i B-3 demostraren reduir l'activitat motora i prolongar el període de son provocat per hexobarbital.

### Contraindicacions i Interaccions medicamentoses
El contingut en cardenòlids contraindica el seu ús durant l'embaràs, lactància i infància. D'altra banda, l'administració simultània d'extracte de Nerium oleander juntament amb quinidina, digitàlics, sals càlciques, diürètics salurètics, laxants antraquinònics o glucocorticoides poden incrementar l'eficàcia i la toxicitat d'aquestes drogues.

## Efectes adversos i toxicitat
Atesa la potencial toxicitat del baladre (totes les parts de la planta són tòxiques per a l'home, especialment les flors), no se n'aconsella l'ús per via interna, tret del cas que es doni una precisa indicació facultativa. S'ha assenyalat que les infusions són més tòxiques que els extractes alcohòlics; també, que les plantes silvestres són més tòxiques que les cultivades artificialment.

### Circumstàncies d'intoxicació
Segons certes publicacions, moltes circumstàncies podrien provocar una intoxicació:
Consum d'aigües estancades, contaminades per fulles o flors; consum de carns ensortillades amb branques, inhalació dels fums de la combustió de fulles o fustes del baladre. Tanmateix, l'anàlisi de casos ben contrastats demostra que la principal causa d'intoxicacions greus en humans és l'intent (sovint amb èxit) de suïcidi. En altres casos, s'han registrat intoxicacions per confusió amb les fulles d'eucaliptus (per exemple, en la preparació d'infusions). Cal esmentar també el consum ocasional que s'ha produït per part d'alguns deficients mentals i infants.

### Quantitats tòxiques
Malgrat que alguns autors [Mack, 1984] assenyalen que la ingestió d'una fulla pot matar un adult, només se'n té constància d'un cas, registrat el 1989. La realitat és que les dades publicades, confirmen greus intoxicacions amb supervivència per la ingestió de 7 o més fulles. Basant-se en experiments, s'estima que la dosi letal per als bovins és de 50 mg/kg de fulles seques i, per als ases de 30 mg/kg.

### Simptomatologia
Els primers símptomes de la intoxicació són digestius: nàusees i vòmits. Els signes neurològics consisteixen en una sensació de malestar, debilitat i, sovint, de confusió mental. S'observen també trastorns a la visió. Tot d'una, apareixen signes cardíacs: bradicàrdia a 30 o 40 pulsacions/minut; el pols dèbil i irregular. Certs casos provoquen una mort ràpida per degradació de la disritmia cardíaca: fibril·lació ventricular, asístole.

### Tractament
El tractament seguit és, clàssicament, el de la intoxicació digitàlica. Quan apareixen trastorns cardíacs, s'ha d'evitar el rentat d'estómac. Es pot utilitzar carbó actiu, sobretot en els casos d'intoxicació recent; a vegades va associat a sorbitol. En els casos més favorables, la injecció d'atropina és suficient per combatre la bradicàrdia i permet, en el lapse d'unes hores, tornar al ritme cardíac normal. En els casos més greus, els reanimadors recorren als antiarrítmics (lidocaïna, feniltoïna), a l'adrenalina i als simpaticomimètics. La desfibril·lació per xoc elèctric i la utilització d'una sonda electrosistòlica també poden ajudar a superar la bradicàrdia. Dissortadament, l'aplicació d'aquestes mesures no sempre permeten atenuar el deteriorament del ritme ni evitar el fatal desenllaç.

## Legislació
El baladre es troba reconegut dins la Farmacopea Francesa (9a ed.), Farmacopea del Vietnam (1971) i registrada des de 1973 pel Directori de Drogues del Japó. A l'Argentina, la planta sencera es troba al llistat negatiu de drogues vegetals per ser incorporades com a suplement dietari, mentre que a Alemanya la fulla figura dins el llistat de drogues no aprovades per al consum humà.

## Usos etnomedicinals
Abans, s'utilitzava el baladre per tractar la insuficiència cardíaca congestiva, a causa de la seva acció diürètica. A la República Dominicana, s'utilitza la decocció de les fulles aplicada en forma de friccions per combatre la pediculosi, sarna i tinyes; mentre que a Turquia els extractes alcohòlics es recomanen en patologies tumorals, i la decocció de les fulles per via tòpica, per tractar abscessos. A Cuba, posen a bullir l'escorça en forma de bany o compresa per aplicar damunt les úlceres. A Veneçuela, utilitzen la decocció de les flors en forma d'inhalació per combatre la sinusitis. Al nord-oest africà fou utilitzada la fulla i les sumitats florides en casos de sarna. Al Marroc, fan servir la infusió de la rel en altes dosis per via interna com abortiu. Al sud d'Europa, s.XIX, s'utilitzava el bany en una decocció de baladre per matar polls i puces.

## Curiositats

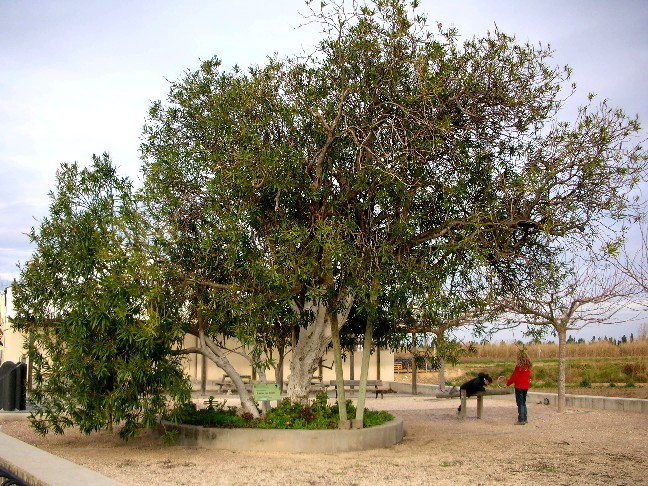
Lo Baladre de Balada

A Balada (Montsià) hi ha un baladre de grans dimensions, el Baladre de Balada, que està catalogat com a arbre monumental.
L'origen del nom del poble sembla que és una referència al majestuós baladre que es troba a la dreta del carrer principal.
Alguns historiadors apunten que, durant la invasió napoleònica, diversos soldats francesos es van intoxicar per haver rostit conills i peces de caça enfilades en branques de baladre. S'ha de tenir en compte que durant centúries el baladre fou emprat com a verí per a rates. Fins i tot, algunes dones indígenes americanes, després de conèixer la toxicitat d'aquesta planta introduïda, la utilitzaren per a assassinar els seus cònjuges.

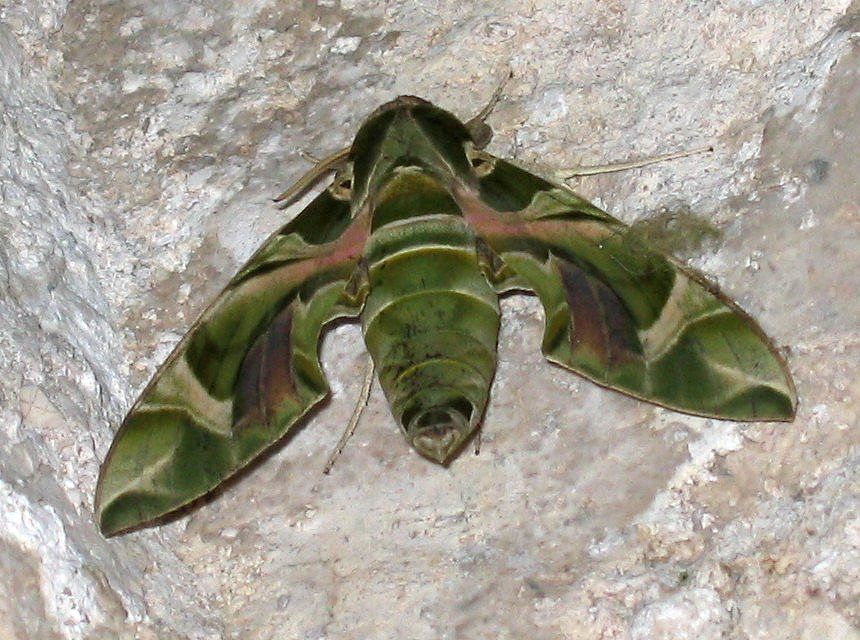
Borinot del baladre (Daphnis nerii) L.

Les flors del baladre atreuen papallones com el borinot del baladre (Daphnis nerii). Les seves erugues viuen a les fulles sense ser afectades per les seves substàncies tòxiques.